# Matino (Wein)
Die Bezeichnung Matino steht für Rot- und Roséweine aus der süditalienischen Gemeinde Matino in der Provinz Lecce in der Region Apulien. Die Weine haben seit 1971 eine geschützte Herkunftsbezeichnung (Denominazione di origine controllata – DOC), deren letzte Aktualisierung am 7. März 2014 veröffentlicht wurde.

## Anbaugebiet
Der Anbau ist innerhalb der Provinz Lecce gestattet in der Gemeinde Matino sowie in Teilen der Gemeinden Parabita, Alezio, Taviano, Casarano, Melissano, Tuglie und Gallipoli.

## Erzeugung
Die Denomination Matino DOC sieht folgende Weintypen vor:
- Matino Rosso und Matino Rosato: müssen aus der Rebsorte Negroamaro produziert werden. Höchstens 30 % Malvasia Nera und/oder Sangiovese dürfen zugesetzt werden.

## Beschreibung
Laut Denomination (Auszug):

### Matino Rosato
- Farbe: tiefrosa Farbe mit leichten goldenen Reflexen nach dem ersten Jahr
- Geruch: leicht weinig
- Geschmack: trocken, charakteristisch, harmonisch
- Alkoholgehalt: mindestens 11,5 Vol.-%
- Säuregehalt: mind. 4,5 g/l
- Trockenextrakt: mind. 14,0 g/l

### Matino Rosso
- Farbe: rubinrot mit orangefarbenen Reflexen durch Reifung
- Geruch: weinig
- Geschmack: trocken, harmonisch
- Alkoholgehalt: mindestens 11,5 Vol.-%
- Säuregehalt: mind. 4,5 g/l
- Trockenextrakt: mind. 20,0 g/l